# コンラッド・リーチ
コンラッド・リーチ（Conrad Leach、1965年 - ）。ジミ・ヘンドリックスやチェ・ゲバラなど、伝説的なアイコンたちを独自のダイナミックな手法で描く、ロンドンのポップカルチャーを代表するロンドン出身のアーティスト。

## 経歴
- 1988年：ミドルセックス・ポリテクニックを卒業。ファッション業界で15年に渡って経験を積むと同時に、個人的な創作活動を続ける。
- 1997年：アクリル絵の具を使ったハンドペインティングによるポートレートを大型のキャンバスに描き始め、その作風が話題となり、APARTで個展“Players”が開催される。
- 2003年：CELUXの招きで表参道ルイ・ヴィトン・ビル最上階にあるメンバーズ・サロンで展覧会を開催。2007年10月、同会場で２度目の展覧会となる『LET US PLAY』が企画された。
- 2008年：「モーター・サイクル・シリーズ」、『チェ・ゲバラ』、『He & She』を発表。

## 代表作
- 2008　LONDON CALLING, Beady Minces Gallery, Los Angeles, USA
- 2007　LET US PLAY, Celux (Louis Vitton Group), Tokyo, Japan
- 2007　Group Show, Apart, London, UK
- 2006　PORTRAITS, Celux (Louis Vitton Group), Tokyo, Japan
- 2005　NORTHERN LIGHTS, Grand Hotel, Oslo, Norway
- 2005　NEW ANTIQUES NEW CLASSICS, Cibone, Tokyo, Japan
- 2005　MY THOUGHTS ARE FLOWERS, Celux (Louis Vuitton Group), Tokyo, Japan
- 2004　YO! SUPERSTAR, Space Force Gallery, Tokyo, Japan
- 2003　ROCK 'n' ROLL WITH ME, Celux (Louis Vuitton Group), Tokyo, Japan
- 2002　PLAYERS, Apart, London, UK
- 2001　EASY PAINTER, Alphabet Gallery, Soho, London, UK
- 2000　PORTRAITS, Fluid, London, UK